# Aplidium millari
Aplidium millari is een zakpijpensoort uit de familie van de Polyclinidae. De wetenschappelijke naam van de soort werd in 1994 voor het eerst geldig gepubliceerd door Claude en Françoise Monniot.